# カストゥーシュ・カリノーウスキ連隊
カストゥーシュ・カリノーウスキ連隊（カストゥーシュ・カリノーウスキれんたい、旧称カストゥーシュ・カリノーウスキ大隊）は、 2022年ロシアによるウクライナ侵略から同国を守るために結成されたベラルーシ人の義勇兵グループ。
2022年3月時点で、1,000人以上のベラルーシ人が部隊への参加を申請したと報じられた。部隊独自の声明によると、同大隊は、より大きな自治権を維持するために、ウクライナ領土防衛部隊外国人軍団には組み込まれていないという。 
この部隊の名前は、1863年にベラルーシでロシア帝国に対する蜂起を主導したカストゥーシュ・カリノフスキーにちなんで名付けられた。

## 歴史

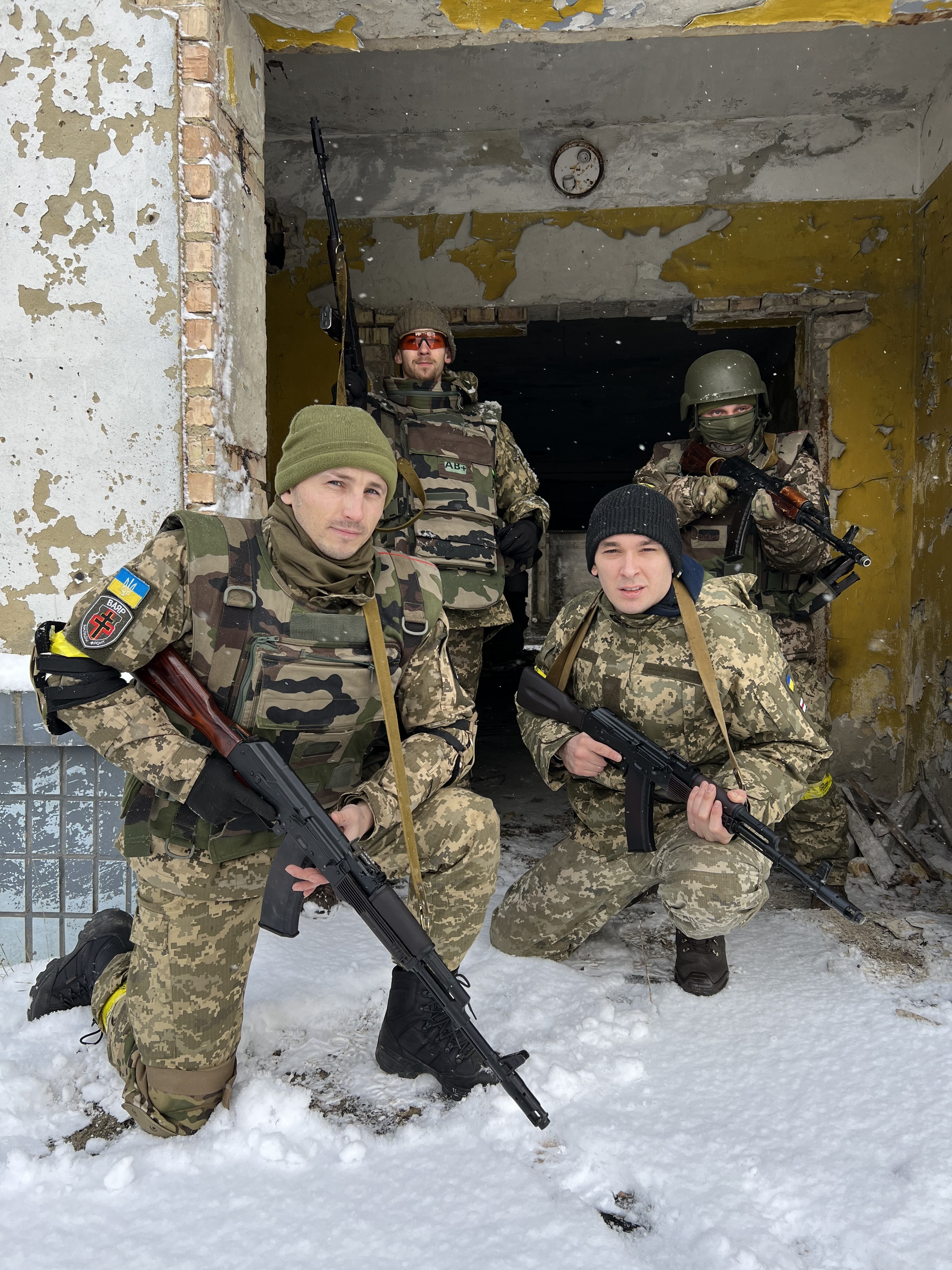
写真撮影でポーズをとるカリノーウスキ大隊のDzyanis Urbanovichとその他のメンバー（2022年3月8日）

ウクライナ紛争における同国初の外国人義勇兵グループは、ドンバス戦争中の2014年に設立されたパホニア分遣隊である。翌年、さまざまな大隊で戦うベラルーシ人義勇兵を団結させる戦術グループ「ベラルーシ」が結成された。キーウにあるウクライナのために亡くなったベラルーシ人の記念碑は、ウクライナ紛争中に死亡したベラルーシ人義勇兵に捧げられている。
2022年3月9日、カストゥーシュ・カリノーウスキ大隊の創設が発表された。大隊の名前は、ロシア帝国に対する1月蜂起（1863年）のベラルーシ人指導者カストゥーシュ・カリノーウスキにちなんで名付けられた。2022年3月5日時点で、約200人のベラルーシ人が大隊に加わったと報告された。彼らのモットーは、「最初にウクライナ、次にベラルーシだ」であり、その心は義勇兵がいつか帰還し、ミンスクをルカシェンコ政権から解放するために進軍するという
2022年3月13日、大隊の副司令官「Tur」（本名：Aliaksiej Skoblia）が、キエフ攻勢で彼の部隊が待ち伏せ攻撃を受けた際に殺害されたことが確認された。
2022年4月13日、ウクライナのゼレンスキー大統領は、Skobliaにウクライナ英雄の称号を追贈した。
カリノーウスキ大隊は、ウクライナとベラルーシの軍事的結びつきを説明するキーウのポスターに掲載されている。
2022年3月25日、大隊が宣誓を行い、ウクライナ軍に正式に受け入れられたと報じられた 。2022年3月29日、カストゥーシュ・カリノフスキー大隊の志願兵は、イルピンを奪還するためにウクライナ兵と共に戦った。2022年3月26日、イルピンでの戦闘中にDzmitry Apanasovich（「Terror」）が殺害された。
2022年4月1日、数千人の志願者（その多くは、2020～2021年のベラルーシ反政府デモ後に逮捕された反体制派）が大隊メンバーに応募したと報告されたが、これらの志願者の調査と装備品を入手する手間が生じた。
2022年5月16日、中隊長Pavel「"Volat"」が、ウクライナでの戦争中に死亡したと報じられた。ベラルーシのナシャニバ紙は、Volatは戦争開始以降で死亡した6人目のベラルーシ人戦闘員であると記載した
2022年5月21日、大隊は2個大隊で構成される連隊になることが発表された。これは、「ベラルーシの兵士が直面する任務の規模を考慮に入れた」「（ベラルーシの）国軍部隊を構築する次の段階への移行」として提示された。
2022年6月17日、連隊の義勇兵がウクライナの勲章「For Battle Merit」と「Ukraine Above All」を受け取ったことが発表された
2022年6月25〜26日、Vlolat大隊の指揮官のコールサイン「Brest」がリシチャンシクで戦死し、他の数人のベラルーシの戦闘員が拘束もしくは行方不明になった。

## 反応
ベラルーシの反体制派代表のスヴァトラーナ・ツィハノウスカヤは、「ベラルーシからますます多くの人々が自国を守るウクライナ人を助けるために参加する」と指摘し、大隊の創設を支持した。ロシアのウラジーミル・プーチン大統領の盟友であるベラルーシのアレクサンドル・ルカシェンコ大統領は、義勇兵を「狂った市民」と呼んだ。
3月26日、ベラルーシ内務省の組織犯罪および汚職対策総局（GUBOPiK）の副部長、Mikhail Bedunkevichは、外国での武力紛争に参加したとして、カストゥーシュ・カリノーウスキ大隊の50人に対して刑事訴訟が同国で提起されたと述べた。

## 有名メンバー
- Vadzim Kabanchuk（ベラルーシ語版） - 大隊副司令官。市民ユース組織Zubrの創設者の1人[30]。
- Aliaksiej Skoblia
- Pavel Shurmei -  元オリンピック代表の漕手で世界記録保持者[31][32]
- Dzyanis Urbanovich（ベラルーシ語版）- ヤングフロントの議長[33]

## ノート
1. ↑  ウクライナ語: Полк імені Кастуся Калиновського
ベラルーシ語: Полк імя Кастуся Каліноўскага
2. ↑  ポーランド語: Wincenty Konstanty Kalinowski